# Augusta (Schiff, 1994)
Augusta ist der Name eines deutschen Fahrgastschiffes.

## Geschichte
Das Schiff wurde 1994 unter der Baunummer 132 auf der Lux-Werft in Mondorf gebaut und kam unter dem Namen Altmühlperle in Fahrt. Zu Dieter Schuberts Zeit war es das einzige Schiff der Altmühltal Personenschiffahrt GmbH. Damals war es für die Beförderung von 560 Fahrgästen zugelassen und mit zwei Motoren mit je 340 PS ausgestattet. Seit dem Jahr 2021 gehört das Schiff zur Flotte der Gilles Personenschifffahrt in Vallendar. Laut Gilles hat das Schiff noch eine Kapazität von 280 Fahrgästen. Es wird vor allem auf der Strecke Koblenz–Winningen eingesetzt. Im Binnenschifferforum wird eine zulässige Zahl von 580 Fahrgästen angegeben, dort ist außerdem die Rede von einer Motorleistung von 360 PS pro Maschine.